# Qube!
Qube!（キューブ!）は2008年12月現在ダイキン工業株式会社にて販売されているコンピューターファームマネジメントシステム。主にレンダリングマネジメントのために使用される。

## 機能
- Supervisorのマルチスレッド化
- イベントドリブンによるキューイング
- ジョブタイプ（ジョブ投入インタフェース）のカスタマイズ
- 数値による優先度設定
- グルーピングによる優先度設定
- ジョブ依存関係構築
- ユーザベースのパーミッション
- クライアントの環境の作業マシン（Worker)上への自動的再現